# 六線鳳䲁
六線鳳䲁（學名：Salarias sexfilum），又稱六線唇齒䲁，為輻鰭魚綱鳚形目䲁科鳳䲁屬的一種，分布於中西太平洋印尼及澳洲海域  ，本魚體延長略側扁，頭短鈍，上下唇光滑，體色綠黃色和棕色，上半身佈滿了斑點，腹部有兩條垂直的棕色條紋，胸部有一個粉紅色的眼斑，背鰭硬棘12枚、背鰭軟條17-19枚、臀鰭硬棘2枚、臀鰭軟條17-20枚，體長可達11公分，棲息在沿海淺水域，雌魚產附著性卵，雄魚有護卵行為，幼魚為浮游性，生活習性不明。